# 105-й пограничный отряд войск НКВД
105-й пограничный отряд войск НКВД — соединение пограничных войск НКВД СССР, принимавшее участие в Великой Отечественной войне.

## История
Сформирован 22 июня 1940 года в составе войск НКВД Белорусского округа.
На 22 июня 1941 года отряд, насчитывая 2096 человек личного состава, находился на обороне границы на участке: от Паланги до шоссе Таураге-Тильзит
В состав отряда входили 1-я пограничная комендатура и 1-я резервная пограничная застава (Паланга) в составе 1-й — 4-й пограничных застав, 2-я пограничная комендатура и 2-я резервная пограничная застава (Гаргждай) в составе 5-й — 8-й пограничных застав, 3-я пограничная комендатура и 3-я резервная пограничная застава (Швекшне) в составе 9-й — 12-й пограничных застав, 4-я пограничная комендатура и 4-я резервная пограничная застава в составе 13-й — 16-й пограничных застав (Науместис), манёвренный отряд и комедантский взвод. Входил в состав Управления пограничных войск НКВД Белорусского округа.
Штаб отряда находился в Кретинге.
В составе действующей армии с 22 июня 1941 по 1 сентября 1941 года.
22 июня 1941 года был развёрнут на границе перед 10-й стрелковой дивизией и 90-й стрелковой дивизией. В первые же часы начала войны был смят (тем не менее, не везде, 5-я застава на протяжении двух дней отражала атаки противника, 15-я застава у местечка Трумпининкай вела бой до вечера 22 июня 1941 года, вышло к своим всего три пограничника. При нехватке боеприпасов на атакующие немецкие войска были даже спущены 13 служебных собак) и по-видимому отступил в полосу дивизий. Днём 22 июня 1941 года части отряда совместно с частями РККА вели бой с противником на рубеже шести-семи километров от границы. На утро 23 июня 1941 года закрепляется вместе с 65-м стрелковым полком, присоединившись к нему в составе около 300 челковек, на рубеже рек Саланта и Минья. Затем остатки отряда отходят к Риге, обходя Тельшяй. В районе Тришкяй 26 июня 1941 года был атакован мотопехотным полком и, исключая небольшой отряд раненых, вывезенный в Ригу, полностью там погиб.
1 сентября 1941 года расформирован.

## Командиры
- майор Бочаров Пётр Никифорович, погиб 26.06.1941